# Инициатива по обеспечению европейской безопасности
Инициатива по обеспечению европейской безопасности (англ. The European Reassurance Initiative, ERI) — американская программа по усилению военного присутствия США в Европе для обеспечения безопасности в регионе, инициированная администрацией Барака Обамы в июне 2014 года в качестве ответа на аннексию Крыма Россией и вооружённый конфликт на Востоке Украины. Посредством реализации данной инициативы Вашингтон рассчитывал заверить европейских союзников в том, что США твердо привержены своим обязательствам по защите территориальной целостности стран — союзников по НАТО и обеспечению безопасности в регионе.

## Декларируемые цели
Инициатива по обеспечению европейской безопасности, объявленная Бараком Обамой 3 июня 2014 года, была ключевым элементом стратегии противодействия «провокационным военным действиям России на Украине». Основная заявленная цель — продемонстрировать непоколебимую приверженность США своим обязательствам по поддержанию безопасности союзников по НАТО и европейских партнёров. Американская инициатива предусматривала:
1. поддержание постоянного ротационного присутствия ВС США в Центральной Европе посредством проведения учений и связанного с ними размещения вооружений;
2. помощь в обеспечении безопасности для стран, подверженных «российской угрозе» — Грузии, Молдавии, Украины, с целью совершенствования их обороноспособности и повышения эффективности их взаимодействия с войсками США и НАТО;
3. повышение эффективности реагирования ВС США на непредвиденные обстоятельства в Центральной Европе.

На следующий день после оглашения инициативы Барак Обама, выступая в Варшаве на торжествах, посвящённых 25-й годовщине первых свободных выборов в польский парламент, отметил, что «американская армия никогда не оставит не только Польшу, но и прибалтийские государства».
Изначально предполагалось, что инициатива рассчитана на один год, однако её реализация была продлена и впоследствии продолжена уже следующим президентом США Дональдом Трампом.

## Реализация

##### 2015 год
В 2014 году администрация Обамы получила одобрение Конгресса на реализацию Инициативы по обеспечению европейской безопасности в 2015 году с бюджетом в 985 млн $. Средства предназначались для укрепления американского военного присутствия в Европе, обучения персонала и проведения военных учений, оснащения вооружённых сил, совершенствования инфраструктуры поддержки военного присутствия США, наращивания военного потенциала союзников.
С 2015 года армия США производила периодические перемещения бронетанковых и воздушно-десантных бригад в Польшу и страны Балтии; ВВС добавили дополнительные F-15 в миссию НАТО по Балтийскому воздушному патрулированию; флот непрерывно осуществлял патрулирование Чёрного моря. Около 250 млн $ было потрачено на совершенствование военных баз в Европе. Также госдепартамент получил финансирование для увеличения помощи в области безопасности для партнёров, не входящих в НАТО, включая Грузию, Украину и Молдову.

##### 2016 год
При разработке бюджета на 2016 год администрация президента запросила 789 млн $ для продолжения развертывания войск и учений, начатых в предыдущем году, обеспечения ротационного присутствия в Европе и дальнейшего увеличения готовности США к укреплению союзников по НАТО путём предустановки военного оборудования. Белый дом получил сильную двухпартийную поддержку и финансирование было одобрено Конгрессом, который признавал необходимость противодействия «растущей агрессивности России». С тех пор Инициатива по обеспечению европейской безопасности реализуется в рамках операции «Атлантическая решимость» (Operation Atlantic Resolve), объединившей в себе предпринимаемые США меры по поддержке НАТО.

##### 2017 год
В 2017 году финансирование программы выросло в четыре раза и составило 3,4 млрд $. В докладе Министерства обороны США говорится о том, что увеличенное финансирование позволит более эффективно осуществлять сдерживание российской агрессии.
Выделенные средства были использованы для оснащения и развёртывания возле линии фронта НАТО танковой бригады, которая обеспечивает постоянное присутствие на основе ротации в Восточной Европе. Бригада имеет в своём составе более 3500 военнослужащих и около 2500 единиц техники, включая 87 танков и 18 155-мм САУ. Группа базируется преимущественно в Польше, с размещением отдельных подразделений в странах Балтии, Румынии, Болгарии и Германии. Бригада дополнена 12-й бригадой армейской авиации (около 2200 военнослужащих и 86 вертолётов), базирующейся преимущественно в Германии. Предполагается, что готовая к бою бригада будет способна в случае необходимости применить тяжёлое вооружение, заранее складированное на европейском континенте.
Рост финансирования программы был связан в первую очередь с расходами на создание заблаговременных запасов. Предполагалось создание в Германии, Бельгии, Нидерландах и, возможно, в Польше запасов для развёртывания и обеспечения двух линейных бригад, бригады тылового обеспечения и артиллерийской бригады.
Распределение средств:
1. Расширение присутствия НАТО (более 1050 млн $). Продолжение и расширение программы развертываний и учений, начатых в 2015 году. Добавление танковой бригады СВ США;
2. Проведение учений и подготовки войск (163 млн $). Увеличение числа и масштаба проводимых учений, а также усиление вовлечение сил союзников по НАТО.
3. Оснащение ВС (1904 млн $). Увеличение числа комплектов боевой экипировки военнослужащих и оборудования;
4. Улучшение военной инфраструктуры (217 млн $). Совершенствование аэродромов и военных баз в Европе, в особенности в Восточной Европе;
5. Наращивание военного потенциала союзников (86 млн $). Укрепление возможностей союзников по НАТО посредством содействия институциональному развитию и обучения[5].

Кроме того, в рамках реализации Инициативы по обеспечению европейской безопасности госдепартамент США запросил 953 млн $ на непосредственную поддержку Украины и близлежащих государств Европы, Евразии и Центральной Азии для «противостояния российской агрессии».

##### Реализация инициативы при администрации Д. Трампа
В мае 2017 года Трамп представил Конгрессу проект бюджета, увеличивающий расходы для наращивания вооружения американской армии в Европе. Бюджет Трампа на 2018 год предусматривал увеличение средств ЕПИ на 1,4 миллиарда долларов до 4,8 миллиарда — на 41 % больше по сравнению с бюджетом прошлого года.
В ноябре 2017 года комитеты по делам вооружённых сил Палаты представителей и Сената США согласовали законопроект о бюджете минобороны страны на 2018 финансовый год. В итоговом документе утверждается, что сдерживание «враждебной» российской деятельности и агрессии является «постоянным обязательством» американской стороны.
На реализацию Инициативы по обеспечению европейской безопасности решено выделить 4,6 миллиарда долларов. В рамках этой программы отдельный бюджет выделяется на помощь странам Балтии. На «повышение их устойчивости и наращивание способности сдерживать российскую агрессию» Пентагону выделяется 100 миллионов долларов.

## Реакция и критика российской стороны
В Москве Инициатива по обеспечению европейской безопасности была оценена как очередной шаг Вашингтона по нагнетанию напряжённости в регионе и обострению двусторонних отношений:

«Это то, что определённо привнесет больше напряженности, возможных дополнительных сложностей в наши отношения… Это не успокоение (союзников США в Европе), это военное строительство у наших границ», — посол России в США Сергей Кисляк (с 2008 по 2017 гг.).
Российские политические деятели озабочены крайне негативным восприятием России в США и НАТО, препятствующим налаживанию отношений. Глава комитета по международным делам Совета Федерации Константин Косачев после публикации американского законопроекта о военном бюджете США на 2018 год призвал прекратить безосновательные обвинения России в агрессивных действиях:

«Пора уже дать четкую квалифицированную оценку этой непрекращающейся демагогии про „агрессию“ в среде тех, кто только за последние пару десятков лет накопил реальных, а не виртуальных агрессий уже на солидный международный трибунал. Безнаказанность порождает наглость, лицемерно прикрываемую рассуждениями самой мощной и агрессивной державы мира о „сдерживании“ других государств».
Усиление американского военного присутствия у западных границ России в целом, а также размещение в Польше танковой бригады США в октябре 2017 в частности вызвало серьёзную обеспокоенность Министерства обороны РФ:

«Вопреки всем заявлениям НАТО и США о незначительности стягиваемых к российским границам войск, де-факто сейчас развернута уже не бригада, а механизированная дивизия Вооруженных сил США, куда за 2 часа можно перебросить подготовленный личный состав с ближайшей американской базы в Европе (Рамштайн, Германия)», — официальный представитель российского оборонного ведомства генерал-майор Игорь Конашенков.